# Gonatocerus intermedius
Gonatocerus intermedius is een vliesvleugelig insect uit de familie Mymaridae. De wetenschappelijke naam is voor het eerst geldig gepubliceerd in 1962 door Botoc.